# MBSナウ
『MBSナウ』（エムビーエス・ナウ、英語: MBS NOW）は、1976年1月5日から2000年9月29日まで毎日放送（MBSテレビ）で放送された報道番組。関西地区で初めて誕生したニュースワイドである。番組は単に「ナウ」とも呼ばれていた。また、「NOW」とも表記されていた。
協力・毎日新聞社（ただし、1994年9月5日以降はクレジット表示無し）。

## 概要
1970年代後半に入り、MBSは報道力を強化することになり、人材・機材面において整備が進められた。その結果、ローカルのワイドニュースを制作できる環境が整った。こうして、1976年1月5日に『MBSナウ』は放送を開始した。最高視聴率は、1989年2月24日（大喪の礼）の22.4%（ビデオリサーチ調べ）。
当初の放送時間は月曜 - 金曜 18:00 - 18:30 （JST、以下同）で、初代キャスターは小池清（月曜・火曜・水曜）と平松邦夫（木曜・金曜）の両アナウンサーだった。この番組は「ニュースを軸とした企画もの」、「トピックス企画」、「生中継」、「ストレートニュース」、「天気」の5つを柱とした。番組名の「ナウ」は「ハンディカメラでどこへでも行き、生活そのものを伝える生中継が番組の目玉であり、ナウという言葉で同時性を強調、ニュース素材もナウ、仕上げもナウな感覚で」から名付けられた。
1984年10月6日からは土曜 17:30 - 18:00に土曜版が放送されるようになり、以来週の前半を平松邦夫が、土曜も含めた週の後半を斎藤努が担当するようになった。
1990年4月2日、それまで18:30から放送されていた全国ニュース『JNNニュースコープ』が18:00に移動し、『JNNニュースの森』として放送されるようになった関係で、放送時間が18:30 - 19:00に変更された（放送枠の交換）。また、1991年10月からは平松邦夫（月曜・火曜・水曜）と伊東正治（木曜・金曜・土曜）がキャスターを務めるようになった。
1994年9月5日のリニューアルでは馬野雅行（月曜・火曜・水曜）と加藤康裕（木曜・金曜・土曜）を新キャスターに迎え、レギュラー陣の大幅な若返りがされたものの、1997年9月27日放送分をもって土曜版が終了し、替わってスポーツ情報番組の『MBSスポーツドーム』がスタート。土曜の関西ローカルのニュースは、18:50 - 19:00の『MBSニュース&天気』へと移行した。
同年9月29日からは三澤肇（月曜・火曜）がキャスターに参入したほか、1996年10月から1998年9月までは『ニュースの森』の前の17:54 - 18:00の枠に、本番組と『ニュースの森』で伝える項目を紹介するプレ番組『MBSニュースヘッドライン』を設けていた。しかし、2000年9月29日放送分をもってその四半世紀にわたる歴史にピリオドを打ち、新たなる看板番組『VOICE』に引き継がれることになる。24年9か月という放送期間は、在阪テレビ局における平日夕方のローカルニュースとしては最長である。 
MBSが製作していた関西ローカルの報道番組（『ナウ』および日曜の『テレビ夕刊』など）は資本面などで毎日新聞との結び付きが強かったため、クレジットには「協力 毎日新聞」と書かれていた。前述した通り、このクレジットは1994年9月5日の番組リニューアルとともに姿を消し、同局の報道番組では2015年9月まで放送された『毎日新聞テレビ夕刊』のみで行われた。

### 放送時間の変遷
| 期間      | 期間      | 放送時間（日本時間）  | 放送時間（日本時間）  |
| 期間      | 期間      | 月曜 - 金曜           | 土曜                  |
| --------- | --------- | --------------------- | --------------------- |
| 1976.1.5  | 1984.9.28 | 18:00 - 18:30（30分） | （放送無し）          |
| 1984.10.1 | 1990.3.31 | 18:00 - 18:30（30分） | 17:30 - 18:00（30分） |
| 1990.4.2  | 1997.9.27 | 18:30 - 18:56（26分） | 17:30 - 18:00（30分） |
| 1997.9.29 | 2000.3.31 | 18:30 - 18:56（26分） | （放送無し）          |
| 2000.4.3  | 2000.9.29 | 18:23 - 18:56（33分） | （放送無し）          |

## 出演者

### 男性キャスター
- 1976年1月 - 1984年9月：小池清 - アナウンサー室を離れた後も3か月間担当していた。
- 1976年1月 - 1994年9月：平松邦夫
- 1984年10月 - 1991年9月：斎藤努
- 1991年10月 - 1994年9月：伊東正治
- 1994年9月 - 1997年9月：馬野雅行 - 2006年4月から2009年3月まで『VOICE』で月曜 - 水曜のキャスターを務めた。
- 1994年9月 - 2000年9月：加藤康裕
- 1997年10月 - 2000年9月：三澤肇 - 『VOICE』でメインキャスターを放送開始から5年間半務めた後、2007年3月から2009年3月までTBS制作の全国ニュース『NEWS23』でサブキャスター（TBS嘱託扱い）を務めた。

男性キャスターの変遷
| 期間      | 期間      | 月曜日   | 火曜日   | 水曜日   | 木曜日   | 金曜日   | 土曜日       |
| --------- | --------- | -------- | -------- | -------- | -------- | -------- | ------------ |
| 1976.1.5  | 1984.9.28 | 小池清   | 小池清   | 小池清   | 平松邦夫 | 平松邦夫 | （放送無し） |
| 1984.10.1 | 1991.9.28 | 平松邦夫 | 平松邦夫 | 平松邦夫 | 斎藤努   | 斎藤努   | 斎藤努       |
| 1991.9.30 | 1994.9.3  | 平松邦夫 | 平松邦夫 | 平松邦夫 | 伊東正治 | 伊東正治 | 伊東正治     |
| 1994.9.5  | 1997.9.27 | 馬野雅行 | 馬野雅行 | 馬野雅行 | 加藤康裕 | 加藤康裕 | 加藤康裕     |
| 1997.9.29 | 2000.9.29 | 三澤肇   | 三澤肇   | 加藤康裕 | 加藤康裕 | 加藤康裕 | （放送無し） |

### 女性キャスター
特記以外は全てフリーアナウンサーの立場での出演。
- 風間順子（1981 - 1984）
- 藤本修子（元RCC）
- 茂木栗子 - 当時毎日放送アナウンサー
- 坂上みき
- 三上智恵 - 毎日放送アナウンサー（当時）
- 岩城潤子 - 毎日放送アナウンサー（当時）
- 高井美紀 - 毎日放送アナウンサー。2002年10月から2014年3月まで『VOICE』で木曜・金曜のキャスターを担当し、月曜 - 水曜も担当した。

## スタジオセット
- 1976年1月5日 - 1990年8月31日：毎日放送千里丘放送センターから放送。
- 1990年9月1日 - 1994年9月3日：茶屋町新社屋の移転に伴い一新。
- 1994年9月5日 - 2000年3月31日：男性キャスター交代に伴い一新。しかし阪神・淡路大震災においてスタジオセットの螺旋階段などが倒壊。マイナーチェンジを行った。
- 2000年4月3日 - 2000年9月29日：番組リニューアルに伴い一新。

## テーマタイトル
1976年1月5日（第1回放送） - 1982年
その日の中継先・注目ニュース・お天気カメラの映像をバックに、テーマ曲のイントロに合わせて円が中心から大きくなり、それが変形して「NOW」の文字になる。さらに何度か変形した後に、片仮名の「ナウ」となる。最後に画面右下に縮小移動し、上に「MBS」のロゴ（『MBSニュースコール』も同じ）が入るというものだった。ちなみに第1回放送では、タイトルバックには中継先の大阪国際空港が映し出されていた。
この第1回の放送は、初代司会・小池が死去した直後の2012年4月29日「毎日新聞テレビ夕刊」でも一部紹介され、「司会は、週の前半は昭和一桁生まれの私、小池が…」と挨拶する件が紹介されている。
1982年 - 1987年8月
その日の注目ニュース（無い時はお天気カメラの映像）をバックに、片仮名の「ナウ」の文字がアップからズームダウンし、その後英語の「NOW」の文字が登場。さらに、Oの部分から再び片仮名のナウの文字がズームアップ。最後は先代と同じ演出となる。
1987年9月 - 1989年3月
片仮名の「ナウ」の文字がいくつも登場し、右から左に流れる。その後、Oの部分から回転するように英語の「NOW」の文字が登場し、さらにその上に「MBS」のロゴがスライドして左上に入る。その後、ズームダウンして右下に「NOW」のみ残し、緑色の襷のラインが入る。なお、このバージョンよりテーマ曲が変更、須藤薫の「再会のエアライン」のイントロ・間奏部分が使われるようになった。
1989年4月 - 1990年8月
オープニング映像がCG化され、テーマ音楽も変更。また、このバージョンより長年使用されてきたタイトルロゴが変更され、「MBS」のロゴも今までとは異なり、本番組が独自に書き下ろしたものを使用していた。
1990年9月 - 1992年8月
茶屋町新社屋への移転に伴うリニューアル。お天気カメラ映像をバックにCGのパターンおよびテーマ音楽を変更。「MBS」のロゴが統一のものに戻っている。
1992年9月 - 1994年8月
CGのパターンおよびテーマ曲音楽を変更（15秒に短縮化）。
1994年9月 - 1999年8月
スタート時刻は18:30とはなっていたものの、実際には18:29.45秒にスタート。CGで製作されたアナログ時計が18:30を指そうとする映像と共に副調整室からキャスターが登場し、その日のニュース項目を紹介。後に、その日の注目ニュースの映像のさわりを映し出すようになった（以上は平日版のみ実施）。18:30になると（土曜版は番組開始定刻と共に）、カメラマンをイメージしたキャラクターが画面の中央へ向かって走ってゆき、それが「ナウ」の文字に変わるというものだった。タイトルロゴの下にたまる水の中からタイトルロゴを映し出すCGをバックに提供紹介がされる。また、タイトルロゴも再び変更。
このころからエンディングは1枚画から本番を終えたキャスター陣が談笑するシーンを写し、画面左下に「MBSナウ またあした」の字幕が出ていた（緊急時=阪神・淡路大震災時など、例外的にニュースの情報募集のフリップを出したこともある）。
1999年9月 - 2000年9月29日
オープニングCG、タイトルロゴ、テーマ音楽を変更。

## テーマ曲
- ヒューバート・ロウズ『ザ・シカゴ・テーマ』（CTI） - 元々この曲は、この番組を開始するに当たって制作されたパイロット版のテーマ曲として選曲されたものであったが、スタッフ間での評判が良かった為、本放送でもテーマ曲として採用されることになり、1976年の第1回放送から1987年8月まで長く使用された。なお、番組では映像に合わせて編集されたものが流されていた。また、放送開始当初の天気予報のコーナーのBGMには『哀しみのソレアード』を使用していた（演奏はハーブ・オオタ）。2009年5月25日に坂上みきが出演する『おもいッきりDON!』のトークコーナーで坂上がゲストになり、MBSナウの話題となった。その際にもこの曲がBGMとして流された。
- 須藤薫『再会のエアライン』（イントロ・間奏部分）- 1987年9月から1989年3月まで使用。1987年発売のアルバム『Hello Again』2曲目に収録。

## エピソード

### 放送中止
1976年10月8日、カップヌードルなどのインスタント食品の容器から発ガン物質が検出されたという問題を取り上げようとしたところ、番組のスポンサーであった日清食品の圧力で放送中止になった。突然の中止に対して報道局を中心に職場から強い抗議運動が起こったため、12日後の10月20日に改めて放送された。

### キャスター交替をめぐる事件
1994年9月5日に行われた番組のリニューアルは、関西国際空港の開業に合わせ夕方の地域情報番組の拡充するという目的があった。また同時期に毎日放送は平日17時台にて『宵待5』の放送を開始して、さらなる強化を打ち出した。その際、月曜から金曜担当のメインキャスターに入社10年目の子守康範（当時毎日放送アナウンサー）の起用を一旦は決定し、レギュラー陣の若返りも兼ねることを毎日放送は予定していた。
しかし、同年8月26日にMBSラジオで放送された『それゆけ!金曜板東英二』の生放送中に、子守が開局記念・関西国際空港開港記念特別番組の取材滞在中のカンボジアから「カンボジアの旅客機の操縦室に入れてもらい、操縦させてもらった」とのリポートを入れた。実際には着席しただけで操縦したわけではなかったが、結果的に（「無免許で旅客機を操縦したのではないか」など）聴取者の誤解を招く軽率な行為であったとされ、子守は6か月間の出演停止処分が発された。同局のアナウンサー出演番組『あどりぶランド』では、当時のアナウンサー室長がこの件について謝罪した。
この一件で、当番組ではリニューアルの4日前に子守の起用を急遽取り消し、代わってスポーツアナウンサーの馬野を月曜から水曜までのキャスターに起用することに変更。さらに、リニューアルを機に土曜のキャスターを務める予定だった加藤が、木曜・金曜のキャスターも兼ねることになった。
子守は、リニューアル4か月後に発生した阪神・淡路大震災を機に、ラジオ主体ながらアナウンサーとしての活動を再開（結果的に、子守自身の出演停止処分期間も半減される格好となった）。上記の一件とは関係なく、起業を理由に1999年12月に毎日放送を退社した。退社後も、映像制作会社で社長を務めるかたわら、フリーアナウンサーとして2022年3月までMBSラジオ・テレビの番組に出演している。

### テレビのツボの企画
当時毎日放送で放送されていた深夜番組『テレビのツボ』で、ナウが素材として取り上げられたことがある。
その日の同番組の企画「大桃美代子の一日ニュースキャスター」（収録ロケ）では、同番組レギュラーの大桃美代子が毎日放送の報道フロアを訪れる様子が放送されたが、その際に大桃の相手役・案内役を務めたのがナウのキャスター・岩城潤子だった。岩城と大桃がリポートするこのVTRを通じて、報道フロアのニュースサブ（副調整室）、ヘッドクォーター（番組構成の考案、番組制作陣への指示）、編集室（取材VTRの編集）、プログラミング（ニュースメニューの作成）各部署の様子が一般公開された。そして、その後の岩城と大桃のトークでは、1994年9月5日にナウがリニューアルする件についても触れられていた。同VTRは、前節で触れた子守のリポート内容が問題となる前に放送されたことから、この時はまだナウ出演予定者の中に彼の名前も挙がっていた。
なお、この企画が放送された日の同番組では、コーナー導入部に当時のナウのオープニング映像が、CM入り前のBGMにナウのアイキャッチ用BGMが使われていた。

### MBSナウスペシャル
1980年代までは、年内最後の放送を通常の30分から1時間以上に拡大して、スペシャルバージョンとして放送した。内容は、通常のニュースの他に、1年間に起きた様々なニュースを映像で振り返るコーナーや、取材中の記者・スタッフのNGをまとめて放送するコーナー、気象担当の今出東二キャスターの屋外からの中継などで、角淳一・野村啓司の2人が中継地点に置かれた炬燵に入り、お茶を飲みながら世間話で1年を振り返るコーナーもあった。ちなみに角は、当番組の初回放送で、近畿一円を飛行するヘリコプターのリポーターを務めている。